# Abrictosaurus consors
Abrictosaurus consors är en art av dinosaurier som tillhör släktet Abrictosaurus, en heterodontosaurid från tidig jura i det som idag är södra Afrika. Den var en liten tvåbent växtätare eller allätare som mätte runt 1,2 meter och vägde mindre än 45 kilogram.

## Namn
Släktnamnet Abrictosaurus är uppbyggt av två grekiska ord, αβρικτος/abriktos, som betyder 'vaksam', och σαυρος/sauros, som betyder 'ödla'. Det finns en namngiven art, A. consors, som Richard Thulborn ursprungligen beskrev som Lycorhinus consors (Lycorhinus betyder "vargnos", eftersom den först identifierades som en cynodont) år 1974. Det latinska ordet consors betyder 'kompanjon' eller 'maka'. Thulborn trodde att kraniet han funnit tillhörde ett djur av honkön eftersom det saknade de betar andra heterodontosaurider har, vilket han trodde kunde vara ett könsdimorfismiskt drag.
Källan till det underliga släktnamnet kommer av en meningsskiljaktighet mellan två sydafrikaanska paleontologer. Thulborn hade en hypotes att heterodontosaurider genomgick perioder av estivation (att de gick i ide under torrperioderna) med deras reservtänder som förebild. James Hopson trodde inte på estivation hos heterodontosaurider, och för att åskådliggöra detta skapade han det nya namnet "vaksam ödla" år 1975 efter att ha funnit mer kompletta kranier. Vetenskapsmän tror inte längre att några heterodontosaurider estiverade.

## Beskrivning
Holotypen är ett ofullständigt kranium från ett ungdjur och skelettdelar, hittade i Lesotho. Ett lite mer fullständigt kranium från ett vuxet djur hittades senare i Sydafrika. Dessa exemplar finns i samlingarna i University College London. Båda kranierna saknar de hundlika huggtänder som man annars brukar hitta i både under- och överkäken hos andra heterodontosaurider. Man känner till ytterst litet om skelettet, så om heterodontosaurider verkligen var könsdimorfiska och man bara fann betar hos hannar, är det möjligt att båda exemplaren av Abrictosaurus inte bara är honor, utan faktiskt till och med från ett annat släkte inom heterodontosauriderna.

### Olika tänder
Förutsatt att det är ett gällande släkte verkar Abrictosaurus vara en föregångare till Heterodontosaurus inom Heterodontosauridae, en familj bestående av små, tidiga fågelhöftade dinosaurier som döpts så tack vare deras påfallande olika (heterodonta) tänder. De är bäst kända för sina stora, varglika betar (ofta benämnda caniniformer) i både över- och underkäken. Det finns inga tänder i främre delen av käken, där i stället en hård näbb som användes till att klippa av växtdelar fanns. Det finns tre sorters tänder längre fram i munnen av vilka de första två är små och konformade och den tredje är formad som en caniniform. Den motsvarar den ännu större caniniformen i underkäken, vilken är den första tanden i underkäken. I överkäken finns en stor lucka (eller diastema) som anpassat sig efter att ge plats åt betarna i överkäken, som en ficka, samt separerar tänderna i överkäken från de bredare, sönderdelande tänderna längre bak i överkäken. Liknande tänder finns i underkäken.

## Klassificering
Heterodontosauridaes samband med andra ornithischier är inte exakt känd, och de kan möjligen tillhöra antingen föregångaren till Ornithopoda eller Marginocephalia, eller inta positionen som basal till dem båda. Lycorhinus och Heterodontosaurus hade båda högkronade kindtänder som överlappade varandra i käken för att forma en tuggyta jämförbar med den hos hadrosauriderna under krita. Abrictosaurus hade mer separata kindtänder med lägre kronor, vilket liknar de hos de tidigare fågelhöftade dinosaurierna. Det har föreslagits att Abrictosaurus saknade betar och att detta är ännu ett primitivt drag. Emellertid finns caniniformer tydligt synbara hos två exemplar av Abrictosaurus. De övre betarna mätte upp till 10,5 mm, medan de lägre blev hela 17 mm. Dessa betar var enbart regelbundna på den främre ytan, till skillnad emot Lycorhinus och Heterodontosaurus som är regelbundna både fram och bak. Abrictosaurus hade också mindre, svagare framben än Heterodontosaurus och ett ben mindre hos både det fjärde och femte fingret.

## Fyndplats
Abrictosaurus har hittats i Upper Elliot-formationen i både Qachas Nek-distriktet i Lesotho och Kap-provinsen i Sydafrika. Upper Elliot-formationen dateras från hettangian- och sinemurianepokerna under tidiga jura, för mellan 200 och 190 miljoner år sedan. Denna formation antas ha bibehållit sanddyner såväl som säsongartade flodslätter, med ett stäppklimat med sporadiskt regn. Andra dinosaurier som man hittat i denna formation är Megapnosaurus rhodesiensis (typart), M. kayentakatae och sauropodomorphen Massospondylus, såväl som både Heterodontosaurus och Lycorhinus. Rester av vattenlevande krokodiler, cynodonter och tidiga däggdjur finns också i överflöd.